# (33459) 1999 FM30
1999 FM30 (asteroide 33459) é um asteroide da cintura principal. Possui uma excentricidade de 0.13571650 e uma inclinação de 1.56430º.
Este asteroide foi descoberto no dia 19 de março de 1999 por LINEAR em Socorro.